# (10119) Remarque
(10119) Remarque est un astéroïde de la ceinture principale.

## Description
(10119) Remarque est un astéroïde de la ceinture principale. Il fut découvert par Eric Walter Elst le 18 décembre 1992 à l'ESO. Il présente une orbite caractérisée par un demi-grand axe de 3,12 UA, une excentricité de 0,136 et une inclinaison de 2,51° par rapport à l'écliptique.
Il fut nommé en hommage à Erich Maria Remarque (1898-1970), écrivain allemand.

## Compléments